# Rude Boy
Rude Boy je singl barbadoške pjevačice Rihanne s njezinog četvrtog studijskog albuma "Rated R". Pjesmu su napisali Mikkel S. Eriksen, Tor Erik Hermansen, Ester Dean, Makeba Riddick, Rob Swire i Rihanna, a producirao ju je tim Stargate. Pjesma je 19. veljače 2010. godine objavljena kao drugi internacionalni i treći singl u SAD-u.

## O pjesmi
"Rude Boy" je pjesma ubrzanog tempa, sadrži elemente dancehalla, popa i ragamuffina. 

## Uspjeh na top ljestvicama
Singl je na Billboard Hot 100 listi debitirao na 64. mjestu, te mjesec kasnije je zauzeo 1. mjesto i tamo se zadržao čak pet tjedana, dok je u Ujedinjenom Kraljevstvu pjesma dosegla 2. poziciju. Prvo mjesto je zauzela u Bugarskoj i Australiji, te ušla u top deset u Belgiji, Italiji, Danskoj, Njemačkoj, Irskoj, Novom Zelandu itd.

## Kritički osvrt
Pjesma je uglavnom dobila pozitivne glazbene kritike. Kritičari magazina Billboard su tekst pjesme opisali kao najprovokativniji tekst u Rihanninoj karijeri, te pjesma ima jako dobar ritam i da će zasigurno ostvariti veliki uspjeh

## Videospot
Videospot za pjesmu je snimljen u siječnju 2010. godine u Hollywoodu, Los Angeles, Kalifornija. Spot je režirala Melina Matsoukas, koja je već ranije režirala spot za Rihannin singl "Hard". Premijera spota je bila 10. veljače 2010. na Rihanninoj službenoj YouTube stranici. Rihanna je spot opisala kao Veoma drukčiji spot od svih koje je do sada snimila.